# Neudeckerhof

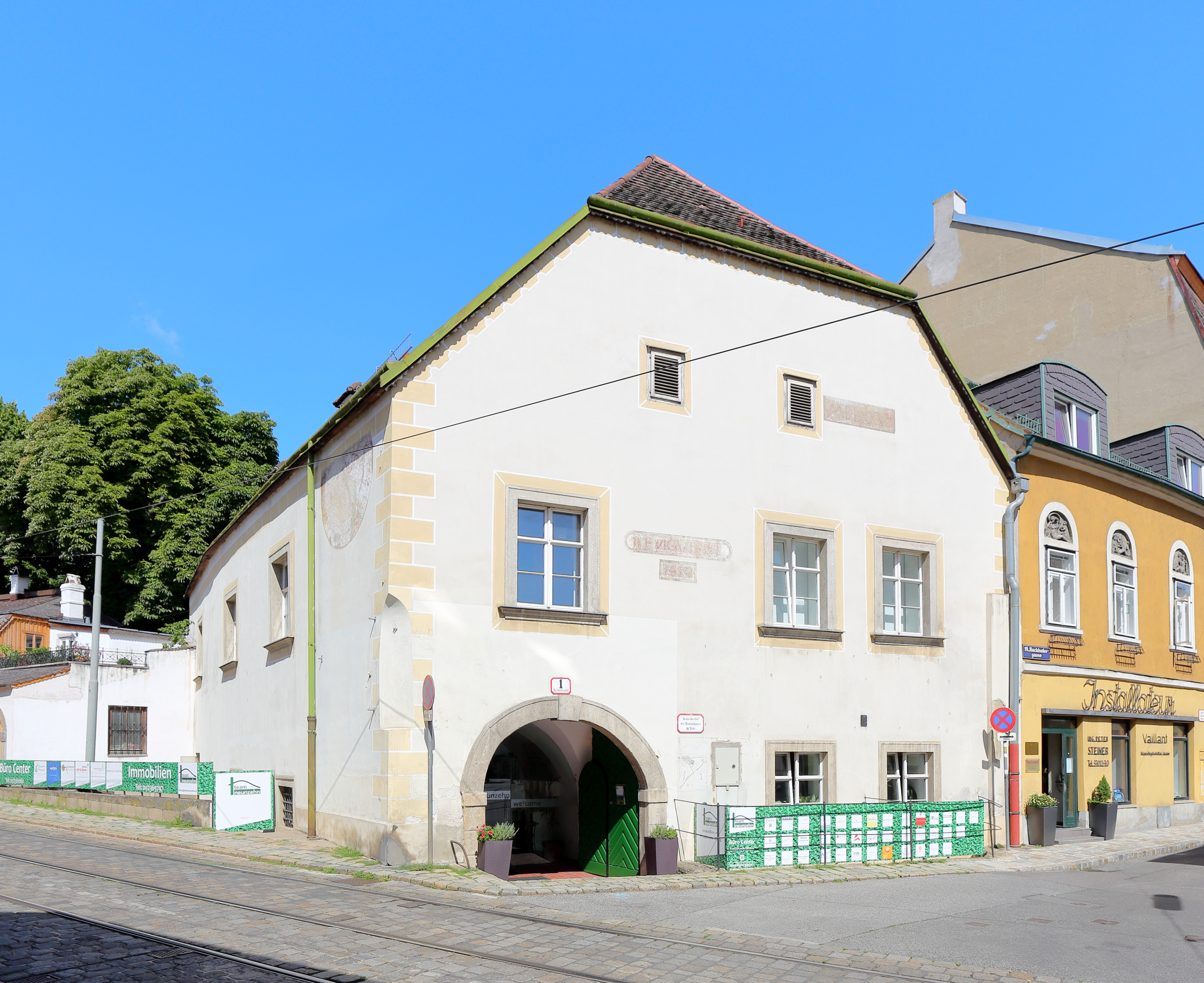
Neudeckerhof

Der Neudeckerhof ist ein Gebäude an der Adresse Hackhofergasse 1 in Nussdorf, ein Bezirksteil des 19. Wiener Gemeindebezirk Döbling und steht unter Denkmalschutz.

## Geschichte
Der Hof wurde 1577 errichtet. 1683 dürfte der Neudeckerhof in der Schlacht am Kahlenberg, während der  zweiten Wiener Türkenbelagerung erheblich beschädigt worden sein. Wie aus der Datierung eines Dachbalkens hervorgeht, wurde das Gebäude 1684 renoviert und erweitert. Der Hof gehörte einst den Dominikanern.
Mit zunehmender Bekanntheit Nussdorfs als Weingegend wurde die Umgebung des Neudeckerhofes bald zum Ausflugsziel der Wiener in der Monarchie. Vor 1901 kam das Gebäude im Besitz der Familie Lerch und wurde als Gasthaus zu den drei Adlern bekannt. Im 20. Jahrhundert wurde der Neudeckerhof unterschiedlich wirtschaftlich genutzt und war Ende der 1990er Jahre eine Möbelhandlung. Um die Jahrtausendwende wurde das Gebäude renoviert, neu belebt und als Unternehmerzentrum ausgebaut. Seit 2010 beherbergt das Gebäude mehrere Büros und wird als Bürocenter Neudeckerhof verwaltet. Das Gebäude selbst befindet sich in Privatbesitz.